# تطوير التعليم العام
اختبار تطوير التعليم العام (General Educational Development) (GED) هو عبارة عن مجموعة من الاختبارات تتناول خمس مواد، ويعد اجتيازها تكون هناك شهادة رسمية بأن هذا الشخص لديه المهارات الدراسية المعادلة لشهادة الثانوية العامة الأمريكية أو الكندية. وكثيرًا ما يتم استخدام الاختصار "GED" بطريقة خاطئة للإشارة إلى «درجة التعليم العام» أو «دبلومة التعليم العام» بينما يتم استخدام GED® في الواقع كعلامة تجارية تشير إلى «اختبارات تطوير التعليم العام» وهذا المصطلح تم استخدامه لأول مرة من قبل المجلس الأمريكي للتعليم صاحب العلامة التجارية (GED) في الأربعينيات لتعريف سلسلة من الاختبارات التي تقيس مدى كفاءة الممتحَن في العلوم والرياضيات والدراسات الاجتماعية والقراءة والكتابة. ويتيح اجتياز اختبار تطوير التعليم العام لمن لم يتمكنوا من إكمال الثانوية العامة فرصة للحصول على شهادة معادلة للثانوية العامة ولكن لا تمنح أية دولة اختبار تطوير التعليم بحد ذاته.
وتعد خدمة اختبار تطوير التعليم العام (The GED Testing Service)، وهي مشروع مشترك بين المجلس الأمريكي للتعليم وبيرسون (Pearson)، الجهة الوحيدة التي من شأنها تقديم اختبار GED®. ويمكن تقديم هذا الاختبار مكتوبًا باليد أو على الحاسوب بيد أنه يجب خضوع الفرد المتقدم إليه شخصيًا. وتمنح الجهات المختصة شهادة معادلة الثانوية العامة (Certificate of High School Equivalency) أو شهادة مشابهة للأشخاص الذين يستوفون متطلبات درجات الاجتياز. ومن ثم يتيح اجتياز اختبار GED® لهؤلاء الذين لم يتمكنوا من الحصول على الثانوية العامة فرصة للحصول على شهادة معادلة للثانوية العامة.
ولقد حصل على هذه الشهادة أكثر من 18 مليون شخص منذ بداية البرنامج. فمن بين كل سبعة مواطنين أمريكيين يحملون شهادة الثانوية العامة يوجد شخص حاصل على شهادة اختبار تطوير التعليم العام، ومن بين كل 20 طالبًا جامعيًا يوجد طالب حاصل على هذه الشهادة. ويجتاز سبعون بالمئة من الخاضعين لاختبار تطوير التعليم العام المرحلة العاشرة على الأقل قبل توقفهم عن الدراسة، ويكون عمر نفس العدد يتجاوز 16 عامًا، حيث إن متوسط أعمارهم 24 عامًا.
وبالإضافة إلى توافرها باللغة الإنجليزية تتوفر اختبارات تطوير التعليم العام باللغة الإسبانية والفرنسية كما أنها متوفرة بطرقة كتابة عديدة وشرائط سمعية وبكتابة بريل. كما يتم توفير الاختبارات والإعداد لها للمسجونين وفي القواعد العسكرية إلى جانب الأماكن التقليدية. ويمكن لمن يعيشون خارج الولايات المتحدة أو كندا أو أقاليم الولايات المتحدة الخضوع لاختبارات تطوير التعليم العام عن طريق شركات اختبار خاصة.

## تاريخ برنامج اختبارات تطوير التعليم العام
في نوفمبر 1942، طلب معهد القوات المسلحة الأمريكية من المجلس الأمريكي للتعليم (ACE) إعداد سلسلة من الاختبارات لقياس المهارات الدراسية على مستوى الثانوية العامة. وأتاحت هذه الاختبارات الفرصة للأفراد العسكريين والمحاربين القدامى الذين التحقوا بالجيش قبل الحصول على الثانوية العامة لإظهار مدى ثقافتهم. ولقد منح اجتياز تلك الاختبارات الجنود والبحارة العائدين الشهادات الدراسية التي يحتاجونها للحصول على وظائف مدنية وللوصول إلى تعليم أو تدريبات ما بعد التعليم الثانوي.
وفي عام 1988، قام المجلس الأمريكي للتعليم بمراجعة اختبارات تطوير التعليم العام للمرة الثالثة. وكان أكثر التغييرات الملحوظة في مجموعة الاختبارات هي إضافة عينة كتابية أو مقالة. كما اهتمت الاختبارات الجديدة بالموضوعات المتعلقة بالمجتمع ومهارات حل المشكلات بدرجة أكبر. وأشارت الاستطلاعات التي تم إجراؤها لأول مرة على الخاضعين لهذه الاختبارات أن الطلاب الذين خضعوا للاختبار بنية مواصلة التعليم ما بعد الثانوي (65%) أكثر من الطلاب الذين خضعوا له للحصول على وظيفة أفضل (30%).
وفي عام 2002، تم إجراء مراجعة رابعة لجعل الاختبار مطابقًا لأحدث معايير التعليم الثانوي.

## كيفية الاختبار
يتضمن اختبار تطوير التعليم العام خمسة اختبارات: «فنون اللغة: الكتابة», «والدراسات الاجتماعية», «والعلوم», "Language Arts: Reading", و«الرياضيات».
ولضمان تحقيق العدالة يجب على كافة المراكز الرسمية التي تقدم اختبار تطوير التعليم العام الالتزام بمعايير الاختبار الموحدة التي حددها المجلس الأمريكي للتعليم بما في ذلك الالتزام بأحكام قانون المعاقين الأمريكيين لعام 1990 (Americans with Disabilities Act of 1990)أو الميثاق الكندي للحقوق والحريات (Canadian Charter of Rights and Freedoms).
ويعد تحديد وجوب الخضوع للاختبارات الخمسة في يوم واحد أم لا من شأن السياسات المحلية. حيث يتم في بعض الأماكن تقسيم الاختبارات على يومين أو أكثر ولا تكون أيام الاختبار متتالية دائمًا.

### فنون اللغة: الكتابة

#### الجزء الأول
يتم تقسيم الجزء الخاص بـ «فنون اللغة: الكتابة» إلى جزأين يتناول الأول منهما بنية الجملة وترتيبها واستخدامها وتركيبها. حيث يقوم الممتحَن بقراءة نص من مطبوعات تجارية وتثقيفية وتعليمية ثم يقوم بتصحيح النص أو مراجعته أو تعديله بما يتوافق مع معايير الإنجليزية الأمريكية المُعدلة (أو ما يعادل تلك المعايير في الإصدارات الإسبانية والفرنسية). وعلى الممتحَن إنهاء النقاط التي يتضمنها الجزء الأول والبالغ عددها 50 نقطة خلال 75 دقيقة.

#### الجزء الثاني
يُطلب من الطالب في جزء «فنون اللغة: الكتابة» كتابة مقالة حول موضوع معين خلال 45 دقيقة. ويستطيع من يتمكن من إنهاء الجزء الأول مبكرًا استغلال الوقت المتبقي في كتابة هذه المقالة. ويجب أن يتسم المقال بالتركيز على النقاط الأساسية بشكل جيد والتنظيم الواضح وتطور الأفكار بشكل معين، كما يجب أن يُظهر سيطرة الكاتب على تركيب الجملة وعلامات الترقيم والقواعد اللغوية واختيار الكلمات والإملاء. وليس هناك حد أدنى لعدد كلمات المقالة.[بحاجة لمصدر] ولكن ينبغي أن تكون المقالة طويلة بما يكفي لتناول الموضوع كما ينبغي. ودائمًا ما تكون الموضوعات المحددة في هذا الجزء عبارة عن رأي أو وجهة نظر لا تتطلب معرفة خاصة مثل أثر الموسيقى الصاخبة على المراهقين أو مزايا وعيوب العيش دون أطفال.

### الدراسات الاجتماعية
يتناول هذا الجزء من الاختبار تاريخ أمريكا والتاريخ العالمي والتربية المدنية والحكومة والاقتصاد والجغرافيا ويتم تخصيص 70 دقيقة لحل أسئلة هذا الجزء البالغ عددها 50 سؤالاً.
وفي اختبار الدراسات الاجتماعية يقوم الممتحَن بقراءة فقرات قصيرة وحل أسئلة اختيار بين متعدد. وتأتي بعض الفقرات من وثائق مثل إعلان الاستقلال الأمريكي (Declaration of Independence) وقرارات المحكمة العليا للولايات المتحدة. وتستعين العديد من الأسئلة برسوم بيانية ومخططات وغيرها من الصور، مثل الكارتون الافتتاحي، إلى جانب الفقرات المكتوبة أو بدلاً منها.
وتعتمد الأسئلة التي تتناول موضوعات خاصة بالاقتصاد والتربية المدنية والحكومة بدرجة كبيرة على وثائق واقعية مثل استمارات الضرائب واستمارات تسجيل الناخبين وميزانيات أماكن عمل أو أشخاص. كما يتم أيضًا تناول موضوعات مثل الاحترار العالمي والقانون البيئي.

### العلوم
يتناول هذا الاختبار المكون من 50 سؤالاً اختيار بين متعدد، والذي يُخصص له 80 دقيقة، علم الأحياء وعلوم الأرض وعلم الفضاء والعلوم الفيزيائية. ويقيس هذا الاختبار مهارة المرشَح للشهادة في إدراك المفاهيم العلمية وتفسيرها وتطبيقها على نص مرئي أو مكتوب من سياقات دراسية أو عملية. ويركز الاختبار على ما يجب على الشخص المثقف علميًا معرفته وفهمه والقدرة على القيام به، وتتبع الأسئلة المعايير القومية لمحتوي التربية العلمية وتركز على الموضوعات المتعلقة بالصحة والبيئة (مثل تدوير النفايات والتوريث والتلوث والعلوم المرتبطة بالحياة اليومية. وقد توجد جداول ورسوم بيانية ومخططات ورسوم توضيحية إلى جانب جمل كاملة.
حيث تشتمل معظم أسئلة اختبار «العلوم» على رسم توضيحي كخريطة أو رسم بياني أو مخطط. كما تتضمن المواضيع التي يتناولها هذا الجزء من الاختبار التركيب الضوئي والجو والمناخ والجيولوجيا والمغناطيسية والطاقة والانقسام الخلوي.

### فنون اللغة: القراءة
يقيس هذا الاختبار المكون من 40 سؤالاً، والمخصص له من الوقت 65 دقيقة، قدرة الممتحَن على قراءة وفهم النصوص المشابهة للنصوص المستخدمة في فصول اللغة الإنجليزية في الثانوية العامة. ويشتمل الاختبار على خمس فقرات خيالية وفقرتين واقعيتين وتبلغ الفقرة الواحدة من 300 إلى 400 كلمة تقريبًا، وتتضمن الفقرات الخيالية على أجزاء من رواية وقصيدة وثلاثة أجزاءٍ نثرية. وقد تأتي الفقرات الواقعية من خطابات أو سِير ذاتية أو جريدة أو مجلة أو مقالات أو غيرها من النصوص «الواقعية» مثل أدلة الاستخدام والاستمارات. وتلي كل فقرة مجموعة من الأسئلة من شأنها تقييم الفهم القِرائي وقدرة الممتحَن على تحليل النص واستخدام المعلومات الموجودة في مواقف أخرى واستنتاج أفكار جديدة من الأفكار المُقدمة له.
ولا تتطلب الأسئلة أن يكون الممتحَن على دراية بالعمل الأدبي الذي تم اقتباس جزء منه أو بأعمال المؤلف الأخرى أو التاريخ الأدبي أو الألفاظ والمصطلحات الخاصة بهذا المجال.

## كتابات أخرى
- GED Technical Manual, 2nd Edition. (1998). Washington, DC: GED Testing Service of the American Council on Education.
- Northcutt, Ellen et al. Steck-Vaughn Complete GED Preparation (2002). Austin: Steck-Vaughn Company. ISBN 0-7398-2837-1
- Rockowitz, Murray et al. Barron's How to Prepare for the GED High School Equivalency Exam (2004). New York: Barron's Educational Series, Inc. ISBN 0-7641-2603-2
- Mitchell, Robert. McGraw-Hill's GED: Science (2003). New York: The McGraw-Hill Companies, Inc. ISBN 0-07-140704-9
- Larry Elowitz et al. GED Success: 2003 (2003). Lawrenceville, New Jersey: Peterson's. ISBN 0-7689-0906-6

## وصلات خارجية
- GED Testing Service Official website of the GED program
- DANTES site for members of the U.S. military